# Calculadora financeira

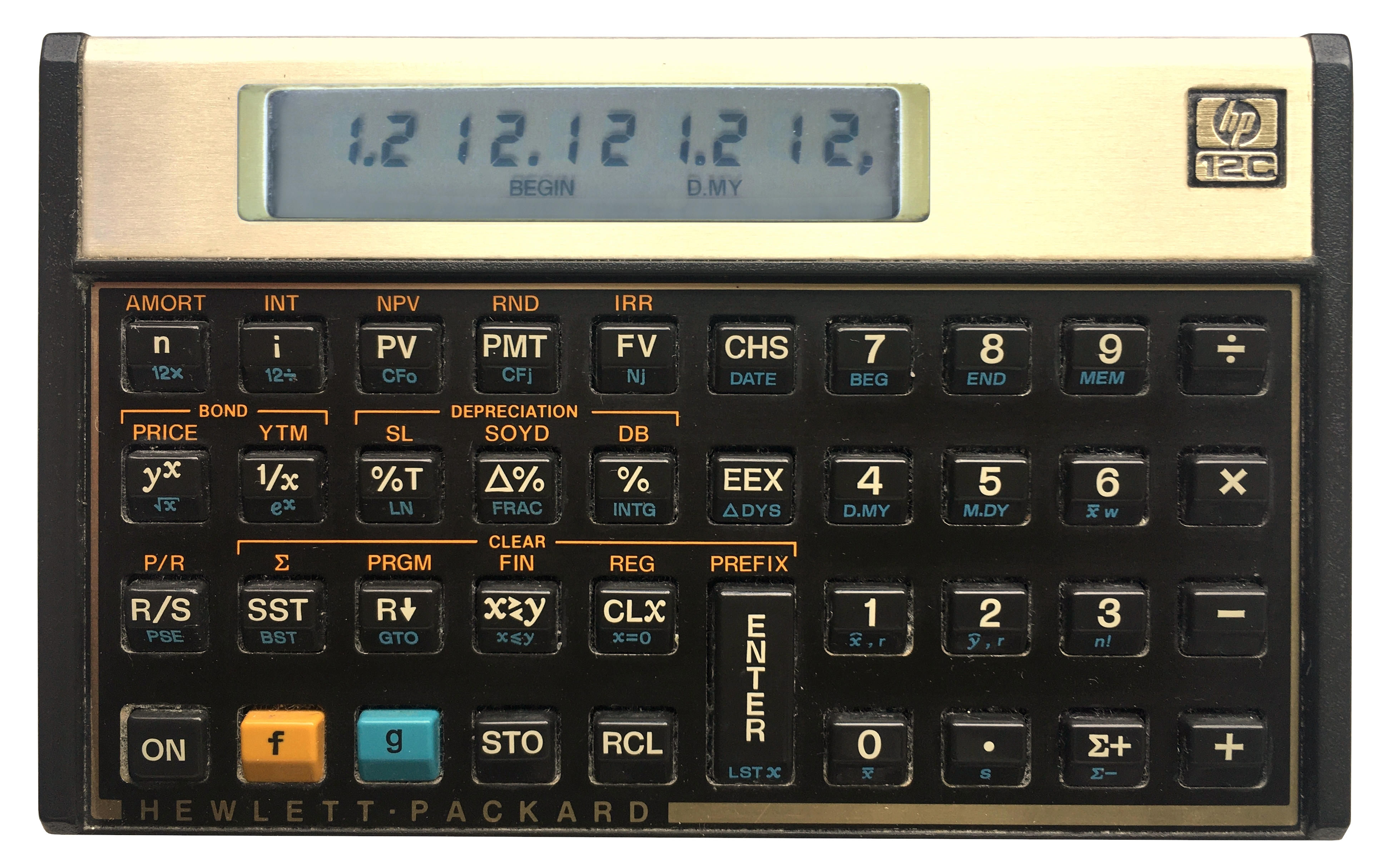
Calculadora financeira HP-12C incluindo funções para calcular depreciação e valor presente líquido.

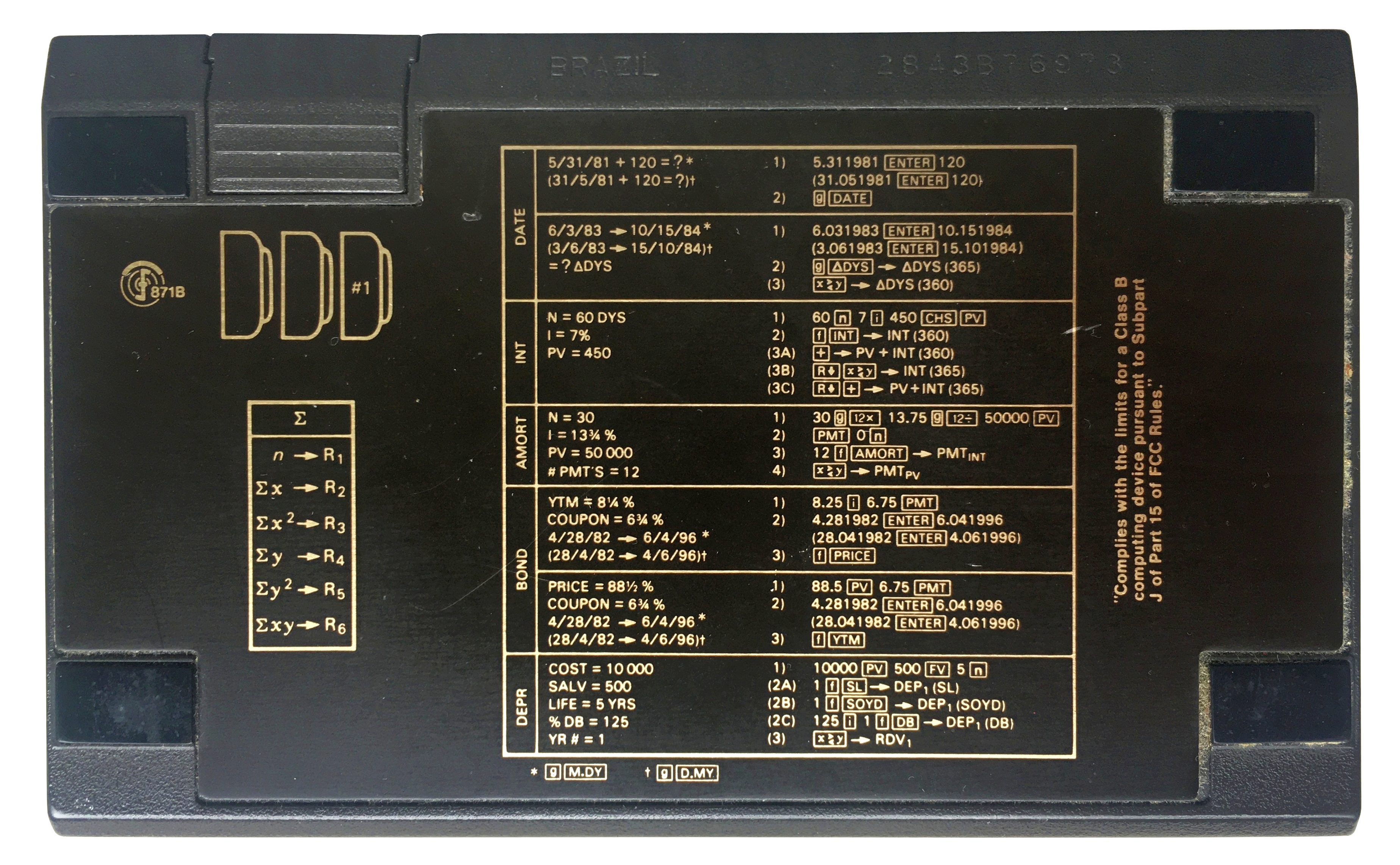
Parte traseira do HP-12C acima com alguns casos de uso com as respectivas teclas a serem pressionadas para tarefas comuns da área de finanças

Uma calculadora financeira é uma ferramenta especializada na forma de calculadora projetada para realizar cálculos complexos relacionados a finanças e investimentos. Elas são comumente utilizadas por profissionais de finanças, estudantes de administração, investidores e qualquer pessoa que precise tomar decisões financeiras informadas.
O principal diferencial entre uma calculadora comum, ou uma calculadora científica, e uma calculadora financeira é a presença de botões ou teclas que acionam cálculos e funções financeiras, tornando esses cálculos mais diretos do que nas outras calculadoras. Entre as funções frequentes estão as de TVM (time value of money, valor do dinheiro no tempo), como taxa de juros, valor de parcelas de amortização, valor futuro e número de parcelas. Também são comuns teclas especiais que calculam o valor do preço e a data de vencimento de títulos de renda fixa, cálculo de depreciação por vários métodos, cálculos de taxa interna de retorno (TIR) e valor presente líquido (NPV) de fluxos de caixa complexos. 
Algumas podem ser programadas pelo usuário, permitindo adicionar funções que não foram incluídas na calculadora pelo fabricante, ou até mesmo combinar vários cálculos financeiros em uma só rotina.

### História
As primeiras calculadoras financeiras surgiram na década de 1970, com o lançamento da HP 80 (1973) e a HP 80 que já possuíam as teclas de período (n), taxa de juros (i), parcela (PMT), valor presente (PV) e valor futuro (FV). Além das teclas de funções TVM, a calculadora também usava a notação polonesa inversa (RPN), que se tornou uma marca das calculadoras financeiras da HP. A HP-22, lançada um ano depois da HP-70, substituiu esta por ser mais barata e ter mais funções. 
Em 1981 a HP lançou aquela que veio a ser a mais longeva das calculadoras já feitas, de qualquer tipo, a calculadora financeira HP 12C. Mesmo as tentativas da própria HP para desbancar a 12C, como a HP 16C (1986),  HP 17B (1986), HP 10B e 10BII, a 12C permaneceu firme como a mais popular calculadora financeira. Mesmo a HP 12C Platinum, que acrescentava algumas funções, tinha mais memória e era mais rápida que a 12C original, não conseguiu tomar o lugar da HP 12C no mercado.
Outros fabricantes também lançaram suas calculadoras financeiras, como a TI BA II Plus e a TI BA II Plus Professional da Texas Instruments, as calculadoras da Casio FC-100/200V
Exemplos de calculadoras financeiras são a HP 12C, HP-10B e a TI BA II.
Um grande número de calculadoras gráficas, como a Casio FX-9860GII, a Texas Instruments TI-89 Titanium e a Hewlett Packard HP 48gII incluem cálculos financeiros complexos, assim como aplicativos de planilhas como Microsoft Excel, LibreOffice Calc e Google Sheets.